# Мультишаровий агрегат
Мультишаровий агрегат (рос. многослойный агрегат, англ. multilayer aggregate) — у полімерних кристалах — стек (група, одиниці якої розташовані одна за одним) ламінарних кристалів, утворених при спіральному рості з однією чи багатьма дислокаціями кручення.